# Sportclub Westfalia 1904 Herne
Lo Sportclub Westfalia 1904 e. V. Herne è una squadra di calcio tedesca con sede nella città di Herne, nella Renania Settentrionale-Vestfalia. Gioca le partite casalinghe nello Stadion am Schloss Strünkede, e nella stagione 2018-2019 milita nella Oberliga Westfalen, uno dei gironi della quinta serie del calcio tedesco.

## Storia
Fondato nel 1904 a Herne il club partecipa alla Gauliga Westfalen, dove ottiene un secondo posto - dietro allo Schalke 04 vincitore di tutte le edizioni - nella stagione 1936-1937.
È però l'immediato dopoguerra il periodo migliore della storia del Westfalia: anche grazie a giocatori come Hans Tilkowski, Helmut Benthaus e Alfred Pyka la squadra arriva a giocare nell'Oberliga West, una delle cinque massime divisioni del tempo. Qui vince il campionato 1958-1959, ed ottiene anche un secondo posto l'anno successivo; non molto fortunate sono però le due partecipazioni alla fase nazionale.
Nel 1963 nasce in Germania Ovest la Bundesliga, campionato al quale il club non riesce tuttavia a qualificarsi. Il Westfalia Herne viene invece ammesso alla Regionalliga West, una delle nuove seconde divisioni. Trascorre quasi ininterrottamente un decennio in questo campionato, fino ad una promozione nella nuova seconda divisione, la Zweite Bundesliga. Qui rimane per quattro anni consecutivi, ottenendo come miglior risultato il quinto posto al termine della stagione 1978-1979. Questa è però anche l'ultima trascorsa al secondo livello: nella successiva infatti il club deve abbandonare il campionato dopo una sola gara. Il Westfalia trascorre poi gli anni ottanta in terza divisione, ma in seguito scende fino alla sesta.

## Palmarès

### Competizioni regionali
- Oberliga West: 1

1958-1959
- Coppa della Vestfalia: 1

2005-2006

### Altri piazzamenti
- Oberliga West:

Secondo posto: 1959-1960
- Gauliga Westfalen:

Secondo posto: 1936-1937

## Statistiche e record
| Livello | Categoria                                                     | Partecipazioni | Debutto   | Ultima stagione | Totale |
| ------- | ------------------------------------------------------------- | -------------- | --------- | --------------- | ------ |
| 1º      | Ruhrbezirksliga / Gauliga                                     | 14             | 1930-1931 | 1944-1945       | 26     |
| 1º      | Landesliga                                                    | 3              | 1945-1946 | 1947-1948       | 26     |
| 1º      | Oberliga                                                      | 9              | 1954-1955 | 1962-1963       | 26     |
| 2º      | Ruhrbezirksklasse / Bezirksklasse / Landesliga / II. Division | 11             | 1925-1926 | 1953-1954       | 24     |
| 2º      | Regionalliga                                                  | 9              | 1963-1964 | 1973-1974       | 24     |
| 2º      | 2. Bundesliga                                                 | 4              | 1975-1976 | 1978-1979       | 24     |
| 3º      | 2. Ruhrbezirksklasse / Verbandsliga                           | 4              | 1928-1929 | 1974-1975       | 15     |
| 3º      | Oberliga                                                      | 11             | 1979-1980 | 1989-1990       | 15     |
| 4º      | Verbandsliga                                                  | 14             | 1990-1991 | 1993-1994       | 14     |
| 4º      | Oberliga                                                      | 11             | 1999-2000 | 2007-2008       | 14     |